# Supercell (empresa)
Supercell é uma desenvolvedora finlandesa de jogos eletrônicos para dispositivos móveis fundada em 14 de maio de 2010 por Ilkka Paananen e conhecida pelos seus jogos Boom Beach, Brawl Stars, Clash Royale, Clash of Clans, Hay Day, Squad Busters e mo.co.

## Jogos
O jogo estreante da companhia foi o Gunshine.net, um MMORPG via Web lançado em 2010, o jogo tinha cerca de meio milhão de usuários mensais, mas logo os desenvolvedores fecharam o jogo, pois não estavam contentes com o mesmo. Em 2011 após comprarem iPads para o escritório, os desenvolvedores perceberam o quão diferente era a plataforma mobile, inclusive começaram a chamar os dispositivos móveis como "a melhor plataforma de jogos" e então tomaram uma difícil decisão: cancelaram o projeto em andamento para o Facebook e começaram a desenvolver jogos para dispositivos móveis. Essa decisão não poderia ter sido melhor pois desde que a Supercell entrou no mundo mobile ela já lançou seis jogos de sucesso: Clash of Clans, Clash Royale, Hay Day, Boom Beach, Brawl Stars e Squad Busters. Em abril de 2021, a desenvolvedora finlandesa anunciou 3 novos jogos baseados no mundo Clash em desenvolvimento, e são eles: Clash Quest (cancelado em 2022), Clash Mini (cancelado em 2024) e Clash Heroes (cancelado em 2024).
Em 21 de junho de 2012 a desenvolvedora lançou seu primeiro jogo para celulares e tablets, o Hay Day, um jogo na temática de fazenda. Esse jogo fez um sucesso extraordinário e catapultou a Supercell de vez para o mundo mobile. Em agosto do mesmo ano a companhia lança seu segundo jogo que viria a se tornar o carro-chefe da empresa, o Clash of Clans que é um jogo de estratégia onde você deve administrar uma vila medieval. O Clash of Clans foi o maior lançamento da empresa sendo que após 8 anos de lançamento continua sendo o principal jogo da Supercell. Em meados de 2013 o faturamento do jogo chegou a cerca de US$ 5,15 milhões por dia com vendas de itens virtuais e fez com que a empresa assumisse o posto de principal desenvolvedora de jogos mobiles tanto em número de jogadores como em rentabilidade. Ainda em 2012, a desenvolvedora abriu um novo escritório nos Estados Unidos.
Em 2013 ocorre a mudança da sede da empresa dentro da Finlândia, da cidade de Espoo para Helsínquia e a abertura de dois novos escritórios na Coreia do Sul e o no Japão. Nesse mesmo ano os fundadores da empresa, Ilkka Paananen e Mikko Kodisoja decidiram vender 73% das ações da empresa para o banco japonês SoftBank por US$ 1,5 bilhões.
18 de junho de 2014 é o dia em que a Supercell lançou seu MMORTS, o Boom Beach com fortes inspirações no seu maior jogo, o Clash of Clans. O Boom Beach veio com a missão de repetir esse sucesso, mas infelizmente não o obteve e logo perdeu popularidade e se tornou o jogo menos jogado da companhia. Neste mesmo ano, houve a abertura do escritório da China. Em 2018 foi anunciado pelo próprio CEO que este escritório abrigaria o segundo estúdio de criação de jogos da Supercell.
Em 2016 a Supercell lançou seu novo jogo que se tornou o fenômeno daquele ano, o Clash Royale. O jogo é um Tower defense online com elementos de Card Game baseado no Clash of Clans. O jogo foi vencedor na categoria Best Upcoming Game na 12th IMGA - International Mobile Gaming Awards que se realizou em São Francisco. Em maio do mesmo ano, foi o vencedor na categoria Best Game da premiação do Google Play Awards. Em março de 2019 o jogo chegou a marca de US$ 2,5 bilhões em receita
Em 14 de novembro de 2018, a Supercell fez uma livestream anunciando que em 12 de dezembro de 2018 seu novo jogo, o Brawl Stars, seria finalmente lançado, após quase 1 ano e meio em beta e vários rumores de que o jogo seria cancelado. Brawl Stars é um jogo de ação com batalhas multijogador 3x3 e solo. No seu primeiro mês, o jogo faturou US$ 63 milhões.
Em 29 de maio de 2024, pouco tempo após o encerramento do jogo Clash Mini, a Supercell lança o Squad Busters, um jogo que mistura todos os universos já lançados, entre eles: Boom Beach, Brawl Stars, Clash Royale, Clash of Clans, Hay Day e Hay Day Pop.

## Jogos/projetos cancelados
A Supecell é conhecida por ser a maior desenvolvedora de jogos mobiles e também é conhecida por ser uma das empresas que mais cancela / encerra seus projetos de jogos. O próprio CEO numa postagem do Reddit em 23 de fevereiro de 2019 classificou a empresa como uma "serial killer" de jogos.
Ilkka sempre diz que a Supercell foi criada com a visão de criar jogos que engajassem as pessoas e que os mesmos sejam jogados por anos. Quando os funcionários da empresa percebem que um jogo não atrai as pessoas e não será jogado por anos, a própria equipe do desenvolvimento do jogo decide se eles vão ou não o cancelar.
Nesses 10 anos em que a Supercell está desenvolvendo, ela já desenvolveu 20 jogos/projetos e desses 20, cancelou 14. Destes 14 jogos / projetos só são conhecidos os nomes de alguns, pois vários foram cancelados ainda quando estavam sendo testados na empresa, antes de se tornarem públicos. Esse processo de testes é chamado pela Supercell de "Company Playable".
| Jogo/Projeto             | Data de lançamento   | Descrição dos projetos cancelados |
| ------------------------ | -------------------- | --- |
| Gunshine.net             | 2010                 | O primeiro jogo da empresa foi o 'Gunshine.net', um MMORPG via Web lançado em 2010-2011, o jogo não chegou a ser considerado um fracasso, pois segundo a empresa, o jogo conseguia engajar bem os players. Gunshine tinha cerca de meio milhão de usuários mensais, algo grande para a época, mas logo os desenvolvedores fecharam o jogo, pois não estavam contentes com o mesmo e decidiram focar em jogos mobile. |
| Projeto Magic            | 2011 (Provavelmente) | Logo após o cancelamento de Gunshine.net, a Supercell aproveitando os sucessos dos jogos do Facebook, decidiu começar a desenvolver o 'Projeto Magic', que viria a ser um jogo para o próprio Facebook. A ideia é que o mesmo pudesse ser jogado tanto em PCs como em dispositivos móveis, aumentando o engajamento e o esperado sucesso do jogo. O cancelamento do mesmo tem razões oficiais desconhecidas, mas tem-se rumores que seja pela provável complexidade do projeto. |
| Pets vs. Orcs            | Meados de 2012       | Começando em 2012, a Supercell lançou um jogo para iOS cujo nome era 'Pets vs. Orcs', um jogo focado no tema Casual, mas que foi cancelado após algumas semanas de seu lançamento beta, provavelmente pelo descontentamento dos seus desenvolvedores. |
| Projeto Tower            | Final de 2012        | Terminando em 2012, e começando em 2013, a Supercell iniciou o desenvolvimento do 'Projeto Tower', mas que alguns meses depois foi também cancelado. Clash Royale, um dos maiores jogos de sucesso da Supercell, teve sua provável inspiração no 'Projeto Tower', pois é pensado que provavelmente Clash Royale foi inspirado no antigo Projeto Tower pela alta semelhança do funcionamento do jogo e suas bases de jogabilidade. |
| Battle Buddies (Projeto) | Início de 2013       | Com o considerável aumento da empresa, a Supercell conseguiu criar um protótipo de um jogo num curto período de tempo, nomeado 'Battle Buddies', apenas alguns meses depois do desenvolvimento do mais tarde cancelado 'Projeto Tower'. A ideia é que 'Battle Buddies' seria uma espécie de Gunshine.net 2.0, desconhecidamente o projeto nunca saiu do papel, e foi cancelado ainda nos testes internos da empresa, junto com o 'Projeto Tower'. Seu motivo oficial por trás do cancelamento é desconhecido também, mas pode ser provável que a Supercell criou o projeto apenas como forma de testar sua produção de jogos, visto que, a mesma conseguiu criar outro projeto num período curto de tempo, mas logo depois o-abandonou. |
| Spooky Pop               | Meados de 2014       | Em 2014, após um pequeno hiato, a empresa lançou em beta no IOS o 'Spooky Pop', que era um jogo muito semelhante a Candy Crush Saga e também focado para jogadores Casuais. O jogo demorou consideravelmente a ser cancelado, pois a empresa soltou algumas atualizações e melhorias ao jogo algumas vezes. Spooky Pop agradava bem os desenvolvedores, mas, no meio de 2015 foi cancelado pelo seu baixo número de jogadores, o que estava dando prejuízos a empresa e a mesma viu que o jogo estava engajando muito mal. A mesma tentava trazer melhorias mas, quase nenhuma delas era eficaz para chamar as atenções dos jogadores. |
| Smash Land               | Início de 2015       | Em 2015, a empresa lançou em beta também para o iOS o intitulado 'Smash Land', jogo focado tanto para o público casual quanto ao público "hardcore". Pouquíssimo tempo depois o jogo foi cancelado junto com seu irmão 'Spooky Pop' pelo mesmo motivo, a baixa engajação. Mas em 2016, fontes dentro da Supercell afirmaram que a empresa cometeu um terrível erro em fechar o Smash Land, pois nesse mesmo ano uma empresa chinesa lançou uma cópia do cancelado Smash Land, chamado "Monster Strike" e esse jogo foi o que mais faturou daquele ano no Android na China, superando o lançamento de Clash Royale. Aparentemente, a Supercell não se importou muito com o caso, já que mais tarde Clash Royale viria a se tornar o maior jogo mobile do momento (2017-2018). |
| Rush Wars                | Agosto de 2019       | 'Rush Wars' de longe, é, o projeto cancelado mais ambicioso da empresa. Ele era um jogo de estratégia on-line multiplayer em tempo real. O objetivo do jogo era desbloquear personagens, edifícios e armadilhas (bem como melhorá-los) através de batalhas realizadas em bases de outros jogadores, enquanto os mesmos defendiam as suas bases. O jogo foi lançado no final de Agosto de 2019 tanto para iOS e Android (Lançado somente em Beta para o Canadá, Nova Zelândia e Austrália). Era esperado que o jogo fizesse um bom sucesso / recepção pela comunidade, já que, a muitos anos a empresa estava sem cancelamentos e conseguia executar seus projetos muito bem. O jogo estaria previsto para ser o próximo da linha da Supercell. No entanto, com o passar do tempo o número de engajamento dos jogadores diminuiu consideravelmente muito, com diversas reclamações dos jogadores, como seu modo repetitivo, dificuldades (e algumas facilidades) para alçar progresso e o balanceamento de algumas cartas. Em 5 de Novembro de 2019, a equipe do jogo anunciou (via rede social Twitter e seu blog oficial) que estaria cancelando o desenvolvimento do jogo, e ressaltou que o jogo também seria retirado das lojas dia 10 de Novembro. Em 30 de Novembro de 2019, de madrugada, os servidores do jogo foram desligados, impossibilitando novos acessos, como dito em seu blog. |
| Hay Day Pop              | Setembro de 2020     | O mais recente cancelamento foi o Hay Day Pop, baseado no universo de Hay Day (o de fato, primeiro jogo mobile da empresa). Seria nada mais que um re-make do Hay-Day original, mas em modo como um tile-matching puzzler. Em uma postagem no blog, e equipe por trás do desenvolvimento disse que o jogo "não atende aos padrões que estabelecemos para nós mesmos e nossos jogadores e, portanto, tomamos a difícil decisão de encerrar o desenvolvimento do Hay Day Pop". |

## Investimentos
No final de 2016 o CEO da desenvolvedora anunciou que estava muito orgulhoso, pois apesar dos grandes números financeiros, eles conseguiram manter a empresa pequena. "A Supercell acredita que permanecer pequena nos permite maximizar a inovação e a qualidade e minimizar a burocracia, resultando no melhores jogos para o público."
Ilkka Paananen anunciou também que a Supercell começou a fazer investimentos (comprar e apoiar) em estúdios talentosos pois a empresa quer ter um impacto maior no mundo dos jogos, sem precisar aumentar muito o estúdio interno.
Na primeira leva de investimentos que ocorreu em 2016/2017, a Supercell comprou a Space Ape Games por US$ 55,8 milhões a companhia comprou também 51% das ações da Frogmind em um valor de US$ 7,1 milhões e 100% da Shipyard Games por US$ 2,9 milhões. Nos investimentos de 2018 a desenvolvedora finlandesa fez investimentos de US$ 5 milhões na Redemption Games, US$ 4,2 milhões na Trailmix e US$ 5,6 milhões na desenvolvedora de jogos de smartwatch Everywear Games.
Como 84% das ações da Supercell são da Tencent, a Space Ape Games, Shipyard Games e parte da Frogmind também agora são partes da Tencent.

## Acusações de quebra de patentes
No inicio de 2021, a Supercell foi acusada e processada por quebrar e roubar 6 patentes de uma empresa japonesa chamada Gree. A Supercell perdeu o processo e foi condenada a pagar à empresa japonesa mais de US$ 92 milhões devido ao processo judicial. Um júri federal no Texas concluiu que os jogos da Supercell infringiram seis das patentes da Gree nos Estados Unidos.
O processo da Gree alegou que os jogos altamente lucrativos da Supercell infringiam suas patentes, que envolvem a funcionalidade de rede, a frequência de quedas de itens e a forma como as informações do usuário são armazenadas, entre outros aspectos.
Os advogados da Gree disseram aos jurados que a Supercell ganhou US$ 3 bilhões com os três jogos listados (Clash of Clans, Hay Day e Clash Royale), apenas nos Estados Unidos durante o período da infração. Em resposta, a Supercell alegou que as patentes eram inválidas, bem como negou o uso de qualquer tecnologia patenteada em primeiro lugar. Como o júri decidiu que a infração foi intencional, o juiz poderia aumentar a sentença em até três vezes.
Em 2018, a Gree já havia processado a Supercell no Japão por supostamente quebrar duas patentes, uma delas envolvendo o ´Layout Edit´ do Clash of Clans, porém, nessa vez, não ganhou o processo por falta de provas.